# ألاستير هدسون
ألاستير هدسون (بالإنجليزية: Alastair Hudson)‏ هو عالم قانوني بريطاني، ولد في 6 نوفمبر 1968.